# Waldegg (Uitikon)
Uitikon-Waldegg ist ein Ort innerhalb der politischen Gemeinde Uitikon im Schweizer Kanton Zürich und liegt südöstlich vom Gemeindezentrum Uitikons am Fusse des Uetliberges.
Waldegg bezeichnete ursprünglich den höchsten Punkt an der Strasse Zürich–Birmensdorf (Hauptstrasse 382) im nördlichen Bereich des Albis. Der moderne Ort entwickelte sich östlich der Strasse unterhalb der Station der Uetlibergbahn an den westlichen Ausläufern des Uetliberges. Im Osten befindet sich Ringlikon, im Süden fällt das Gelände steil ins Reppischtal ab.
Markante Betonpfähle in der Umgebung zeugen von der ehemaligen Sperrstelle Waldegg. Sie war eine im Rahmen der Limmatstellung von 1939 bis 1940 errichtete Sperre der Schweizer Armee, um einen gegnerischen Vorstoss in das Reusstal Richtung Gotthard zu verhindern.

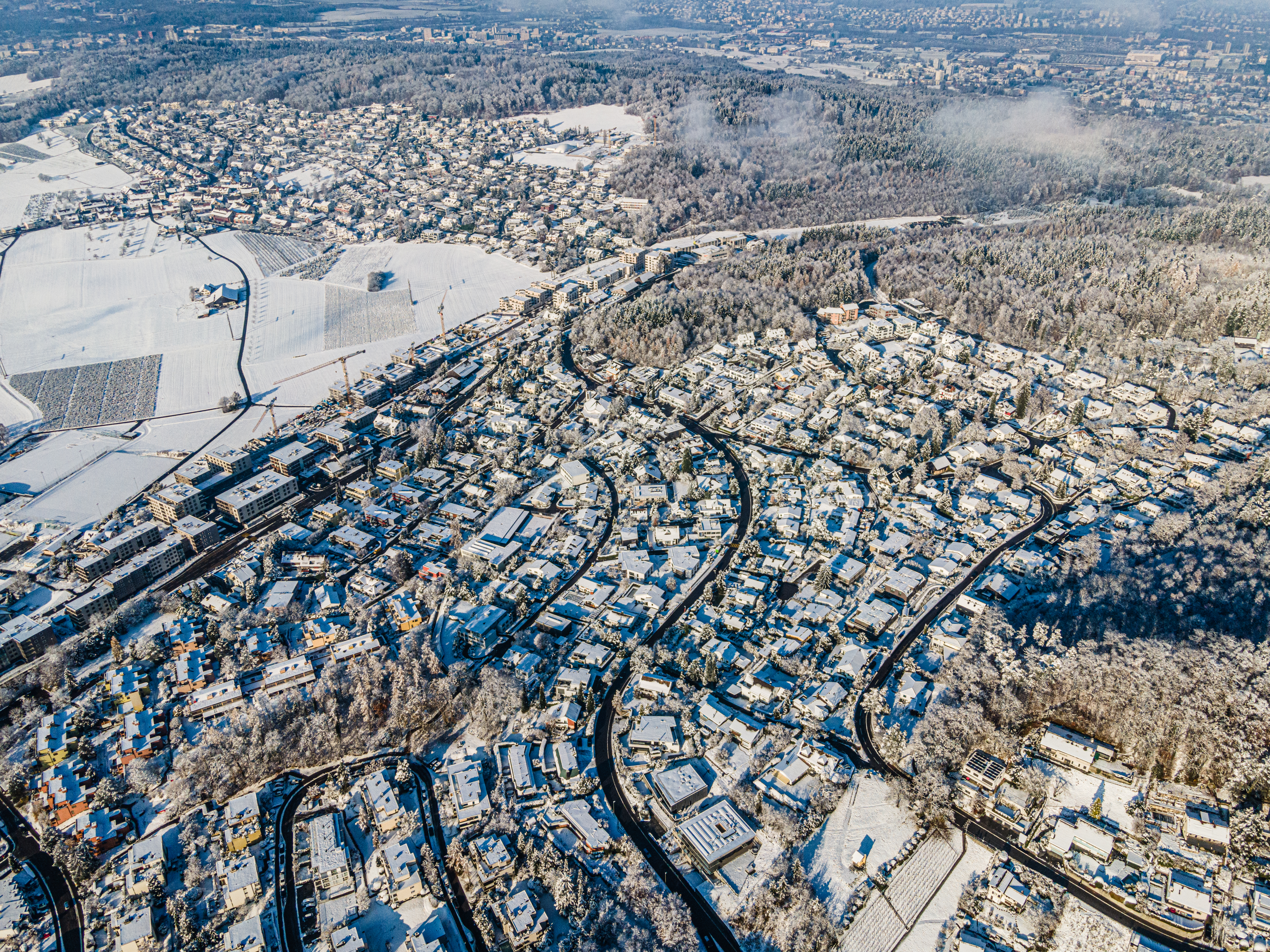
Waldegg mit Uitikon im Hintergrund